# Cabillus macrophthalmus
Cabillus macrophthalmus är en fiskart som först beskrevs av Weber, 1909.  Cabillus macrophthalmus ingår i släktet Cabillus och familjen smörbultsfiskar. IUCN kategoriserar arten globalt som otillräckligt studerad. Inga underarter finns listade.